# Kamalátmika

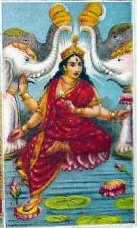
Kamalátmika es una expansión de la diosa shivaísta Durgá.

Para un aspecto de la diosa Laksmí, véase Kámala (Laksmí).
En el shivaísmo ―que junto al krisnaísmo, el visnuismo y el shaktismo forma parte de la religión hinduista―, Kamalátmika o Kámala es la diosa Deví ―la consorte del dios Shivá― en la plenitud de su aspecto gracioso y amable.
Entre las diez Majávidia (diosas de la gran sabiduría) es la décima.

## Nombre
- kamalātmikā, en el sistema AITS (alfabeto internacional para la transliteración del sánscrito).[2]
- कमलात्मिका, en escritura devanagari del sánscrito.[2]
- Pronunciación:
  - /kamalátmika/ en sánscrito[2]
  - /kamalátmik/ en varios idiomas modernos de la India (como el hindí, el maratí o el palí)
  - /komolátmik/ en bengalí.
- Etimología: ‘la que es amada por las flores de loto’[2]
  - kámala: ‘flor de loto’
  - átmika: ‘querido de’
- ‘la que es una flor de loto’[1]
  - kámala: ‘flor de loto’
  - átmika: ‘ser’

## Iconografía

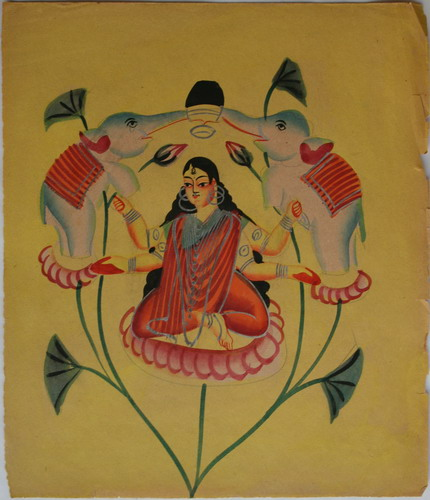
Kamalátmika en una miniatura de entre 1850 y 1875.

Tiene cuatro manos. En dos manos, tiene dos lotos y las otras dos manos exhiben el abhaia-mudrá (gesto sin miedo, para dar confianza) y el vara-mudrá (gesto de conferir bendiciones).
Kamalátmika tiene la piel de color dorado.
Es bañada por cuatro grandes elefantes, que sobre ella vierten kalashas (recipientes) de amrita (néctar de la inmortalidad).
Se la representa sentada en padmasana (‘postura del loto’) encima de una gran flor de loto, que simboliza la pureza.

## Kámala
El nombre Kámala es también un nombre de la diosa Laksmí (consorte del dios Visnú).